# Alan A. Armer
Alan A. Armer (* 7. Juli 1922 in Los Angeles; † 5. Dezember 2010 in Century City, Kalifornien) war ein US-amerikanischer Fernsehproduzent.

## Leben
Armer begann seine Tätigkeit als Produzent von Fernsehserien 1956 mit Flicka; zu den von ihm verantworteten Klassikern des Bildschirms gehören Broken Arrow (bis 1958), Der Mann ohne Colt (bis 1959), neunzig Folgen von Auf der Flucht (bis 1966), Invasion von der Wega (bis 1968) und Cannon (bis 1973).
Für seine Arbeit wurde er mit einem Emmy und einem Edgar Allan Poe Award ausgezeichnet. Über seine Profession schrieb er drei Bücher (so das Lehrbuch der Film- und Fernsehregie) und engagierte sich für die California State University auch nach seinem Ausscheiden als dort Lehrender.